# Unverhofftes Wiedersehen
Unverhofftes Wiedersehen ist eine der bekanntesten Erzählungen vom Typus der Kalendergeschichte des Dichters und Erzählers Johann Peter Hebel. Sie erschien erstmals 1811 in dem von Hebel herausgegebenen Kalender Der Rheinländische Hausfreund.

## Inhalt
Ein Bergmann im schwedischen Falun und seine Braut wollen „auf St. Luciä“ – dem Tag des Lichterfests der Heiligen Lucia von Syrakus am 13. Dezember – heiraten, doch wenige Tage vor der Hochzeit kehrt er nicht mehr aus dem Bergwerk zurück; auch wird seine Leiche nicht geborgen. Fünfzig Jahre vergehen – der Erzähler veranschaulicht den Ablauf dieser Zeit durch eine Aufzählung historischer Ereignisse von 1755 bis 1807 – da wird „etwas vor oder nach Johannis“ – dem Mittsommerfest – in einem eingestürzten Streb des Bergwerks die von vitriolhaltigem Wasser vollkommen konservierte Leiche eines Jünglings gefunden. Niemand kennt ihn, bis „die ehemalige Verlobte des Bergmanns“ erscheint. „Grau und zusammengeschrumpft“ kommt sie an einer Krücke, erkennt ihren Bräutigam und sinkt „mehr mit freudigem Entzücken als mit Schmerz auf die geliebte Leiche nieder“. Es „ist mein Verlobter, um den ich fünfzig Jahre lang getrauert hatte, und den mich Gott noch einmal sehen läßt vor meinem Ende.“ An der Beerdigung nimmt sie in ihrem Sonntagsgewand teil, „als wenn es ihr Hochzeitstag […] wäre“. Als man den Leichnam ins Grab legt, sagt sie: „Schlafe nun wohl, noch einen Tag oder zehn im kühlen Hochzeitsbett, und lass dir die Zeit nicht lang werden. Ich habe nur noch ein wenig zu tun und komme bald, und bald wird’s wieder Tag.“

## Vorlage
Hebel ließ sich von einer wahren Begebenheit inspirieren, die knapp hundert Jahre früher stattgefunden und über die Gotthilf Heinrich von Schubert 1808 in seinen Ansichten von der Nachtseite der Naturwissenschaft berichtet hatte. Näheres hierzu und zu weiteren literarischen Verarbeitungen des Stoffes in Bergwerk von Falun#Literarische Rezeption.

## Zur Interpretation
Die Geschichte wird als unlängst geschehen erzählt. Der Erzähler kontrastiert scharf die absolute Ruhe im Berg, mit der das Vitriol den Leichnam durchdringt, ebenso wie das stille Altern der Braut – von beidem ist mit keinem Wort die Rede – mit den lärmenden Weltläuften, indem er die dem Leser erinnerlichen großen Ereignisse und Umwälzungen der vergangenen Jahrzehnte im Zeitrafferstil aufzählt, vom Erdbeben von Lissabon 1755 bis zum Bombardement Kopenhagens (1807).
Was Liebe sein kann, das eigentliche Thema der Erzählung, ist in diesem wie ein Wunder auftretenden Schicksalsverlauf gestaltet. Das Paradoxon, dass gerade unerfüllte Liebe ein Menschenleben überdauert, bewegt den Leser eigentümlich tief. Die als Meisterwerk gerühmte Erzählung – Ernst Bloch nannte sie „die schönste Geschichte der Welt“ – ist jedoch auch politisch: Sie wurde 1811 unter den Augen der napoleontreuen Zensur veröffentlicht. Jedes Wort des historischen Berichts ist darum mit Bedacht gewählt. Die skeptische Haltung des Autors zu den jüngsten Geschehnissen konnte der zeitgenössische Leser daran erkennen, dass die Aufzählung nicht mit der Niederlage Preußens in der Schlacht bei Jena und Auerstedt (1806), sondern mit dem Bombardement Kopenhagens (1807) endet, das einen Rückschlag für Napoleon bedeutete.

## Oper
Der Komponist Alois Bröder schuf unter weitestgehender Übernahme des Hebelschen Texts seine zweite Oper Unverhofftes Wiedersehen, die am 24. Juni 2017 am Mainfranken Theater Würzburg uraufgeführt wurde.